# Phil Woods

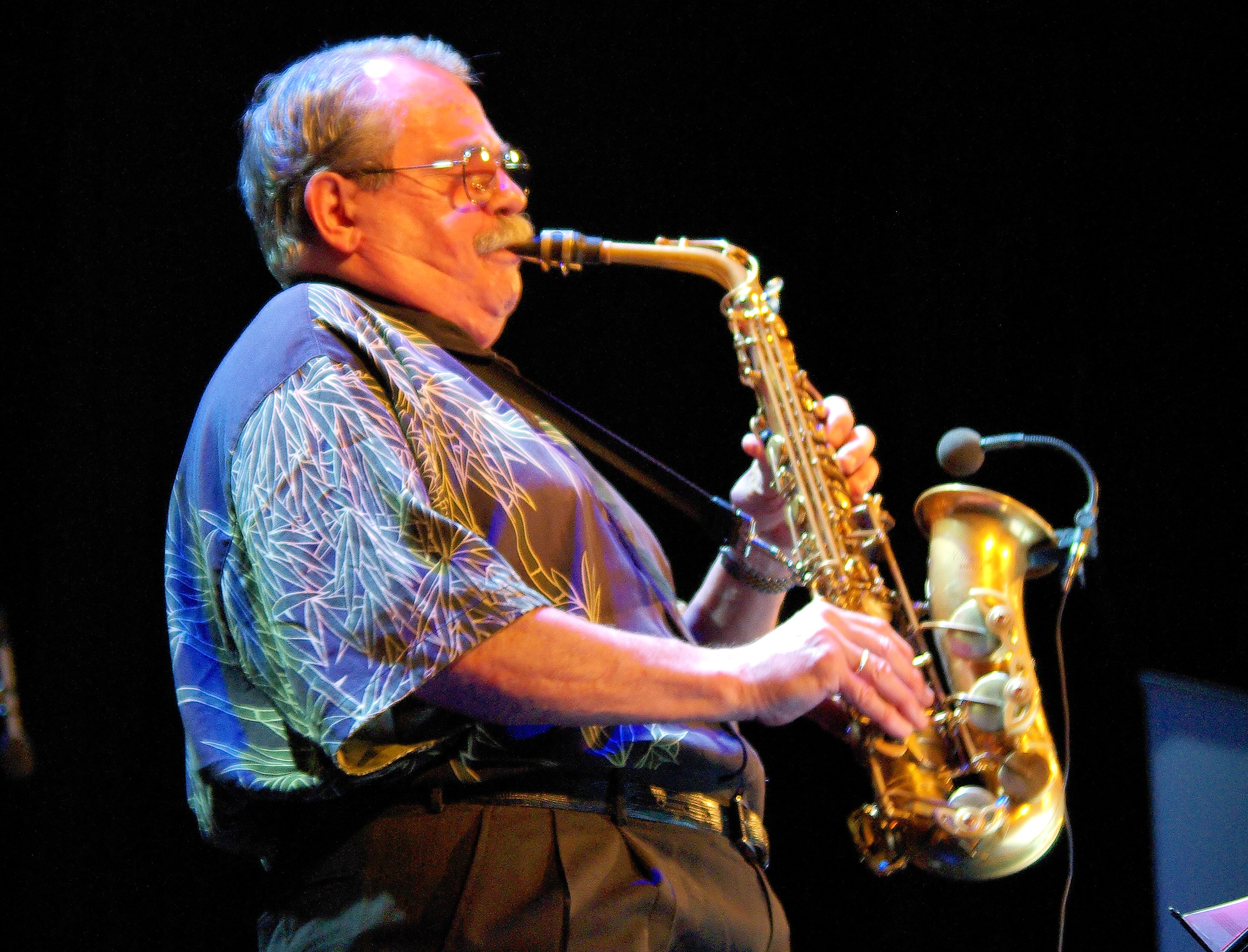
Woods in 2007

Phil Wells Woods (Springfield (Massachusetts), 2 november 1931 – Stroudsburg, 29 september 2015) was een Amerikaans jazz-altsaxofonist en -klarinettist.

## Beginjaren
Phil Woods was de eerste beroepsmusicus in zijn familie. De altsaxofoon, waarmee hij op twaalfjarige leeftijd begon, was zijn eerste instrument. Vier jaar lang genoot hij privéles. Op zijn dertiende begon hij met een jeugdband bij velerlei gelegenheden op te treden. Zijn eerste professionele optreden, dat langer dan een weekend duurde, bracht hem in contact met een tijdgenoot uit Springfield, drummer Joe Morello. Met Lenny Tristano studeerde Woods een zomerseizoen aan de Manhattan School of Music en in 1948 schreef hij zich in voor de Juilliard School of Music voor een vier jaar durende studie.

## Juilliard
Op Juilliard werd hij door vele gitaristen omgeven, en het kwam voor, dat er gelijk vijf daarvan naar een jamsessie kwamen. Hier promoveerde hij met de klarinet. Hij interesseerde zich voor wetmatig klarinetspel en wilde zoveel mogelijk over de muziek leren – liever dat dan volledige in de jazz te zinken, die, naar zijn mening, vaak ongezond voor de kennis van de benodigde muzikale materie was. Hij wilde niet alleen blues spelen, maar zich ook met andere zaken en ontwikkelingen in de muziek vertrouwd maken. Voordat hij volledig de jazzwereld binnentrad, wilde hij zijn kennis uitbreiden. Toch wilde hij op geen enkele manier een verbinding leggen tussen jazz en klassieke muziek. Dat waren volledige verschillende afdelingen, aldus Woods. Maar als jazzmuzikant moest men volgens hem muzikale technieken beheersen. Op Juilliard studeerde hij compositie. Hij schreef een klaviersonate, een strijkerstrio en drie stukken voor solo-klarinet. Daarnaast heeft hij geen klassieke werken meer geschreven. Toen hij de school verliet, verliet hij deze tak van muziek. Zijn toekomst, zowel van het schrijven als ook van het spelen, zag hij in de jazz.
Toen hij om financiële redenen (zijn vrouw verwachtte een kind) voor twee maanden bij Charlie Barnets band vertoefde, leerde hij tussen de optredens voor zijn afsluitende examen, dat voor de dag na het optreden met de band plaatsvond. Op de laatste avond in het theater werd zijn klarinet gestolen en moest hij een heel jaar wachten om het examen in te halen.

## Kleine en grote engagementen
Na Juilliard trad Woods op in New York en later met een eigen combo op Staten Island. Op een avond kreeg hij een vuistslag van een dronken wedstrijdbokser en lag hij drie maanden uit de roulatie. Reeds daarvoor had hij echter al zijn eerste opname gemaakt, samen met John Wilson, en kort daarna kreeg hij een contract bij deze platenmaatschappij. Hij mocht alleen blijven als hij zich niet bij een andere maatschappij inschreef die hem dergelijke aanbiedingen deed. Hij tekende een contract voor drie jaar en er werd besloten twee langspeelplaten per jaar op te nemen, wat te weinig was om van te leven. Men belette hem, met enkele uitzonderingen, voor andere mensen opnamen te maken. Na Staten Island speelde Woods enkele maanden met Neal Hefti, aansluitend maakte hij twee lp's met de band, en één daarvan met zangeres Frances Wayne. Daarna speelde hij een jaar in een club in Greenwich Village, met Nick Stabulus, George Syran en Teddy Kotick. Met John Eardley erbij was het een kwintet en ontstond Woods' eerste plaat onder zijn eigen naam. Daarna speelde hij een maand lang in Bohemia met onder anderen Donald Byrd. Het volgende grootse gebeuren was een maandlang de Birdland Tour, in februari 1956, met Kenny Dorham, Conte Candoli, Al Cohn en de ritmesectie van Sarah Vaughan.

## Dizzy Gillespies Big Band
Bekender werd Woods met zijn bijdrage aan de Dizzy Gillespie Big Band en met de Friedrich Gulda-groep. Het weggaan bij Gillespie in 1957 werd door hem verwoord als het verlies van zijn identiteit. Hij had weliswaar voor een bigband veel mogelijkheden gehad om te improviseren, maar altijd slechts acht maten per keer om warm te blazen vond hij te weinig, en het was ook zeer moeilijk om zestien mensen tegelijkertijd tevreden te houden. Daaropvolgend maakte hij diverse opnamen waarin hij zijn grote individualiteit toonde en directe kunst probeerde te spelen.
Hij overleed op 83-jarige leeftijd thuis aan een longaandoening.